# Jaderná elektrárna Ginna
Jaderná elektrárna Ginna (anglicky Ginna Nuclear Power Plant) je provozní jadernou elektrárnou ve Spojených státech. Leží poblíž města Ontario u jezera Ontario ve státě New York. Elektrárnu od roku 2022 vlastní a provozuje společnost Constellation Energy. Reaktor dodala a vybudovala americká společnost Westinghouse. Elektrárna je od trvalého odstavení jaderné elektrárny Oyster Creek nejstarší stále provozovanou jadernou elektrárnou ve Spojených státech s rokem uvedení do provozu 1970. Zařízení bylo pojmenováno po Robertu Emmett Ginnovi, bývalém generálním řediteli společnosti Rochester Gas & Electric, který byl jedním z prvních zastánců komerčního využívání jaderné energie k výrobě elektřiny.

## Historie a technické informace

### Reaktor
Výstavba jediného bloku započala 25. dubna 1966. Jedná se o tlakovodní dvousmyčkový reaktor Westinghouse M211. Jeho hrubý výkon je 608 MW a čistý výkon po odečtení vlatních potřeb bloku činí 560 MW. K síti byl blok poprvé připojen dne 2. prosince 1969 a do komerčního provozu přešel 1. července 1970.

### Havárie
Jaderná elektrárna Ginna se stala místem jaderné havárie, když dne 25. ledna 1982 uniklo do vzduchu malé množství radioaktivní páry po prasknutí potrubí parogenerátoru. Únik trval 93 minut. Prasknutí způsobil malý předmět ve tvaru koláče, který se do parogenerátoru neznámým způsobem dostal. Při úniku z primárního okruhu uniklo také 6400 litrů kontaminované vody.
V roce 1996 byly oba původní parogenerátory od firmy Westinghouse (včetně toho, který byl poškozen v roce 1982 a opraven) vyměněny za nové od Babcock & Wilcox. Díky tomu byla provozní licence od NRC prodloužena do roku 2029.

### Okolní obyvatelstvo
NRC definuje dvě zóny havarijního plánování kolem jaderných elektráren. První o poloměru 16 kilometrů, která se týká především vystavení radioaktivní kontaminace vzduchu a poté druhou o poloměru 80 kilometrů, jež se zabývá kontaminací potravin a vody.
Podle studie NRC zveřejněné v srpnu 2010 byl odhad každoročního rizika zemětřesení dostatečně silného na to, aby způsobilo poškození aktivní zóny reaktoru 1 ku 76 923.

## Informace o reaktorech
| Reaktor | Typ reaktoru      | Výkon  | Výkon  | Zahájení výstavby | Připojení k síti | Uvedení do provozu | Uzavření |
| Reaktor | Typ reaktoru      | Čistý  | Hrubý  | Zahájení výstavby | Připojení k síti | Uvedení do provozu | Uzavření |
| ------- | ----------------- | ------ | ------ | ----------------- | ---------------- | ------------------ | -------- |
| Ginna-1 | Westinghouse M211 | 560 MW | 608 MW | 25. 4. 1966       | 2. 12. 1969      | 1. 7. 1970         |          |